# Jeux d'Asie du Sud-Est de 2019
Navigation
Édition précédente Édition suivante
Les Jeux d'Asie du Sud-Est de 2019, trentième édition des Jeux d'Asie du Sud-Est, ont lieu en 2019 du 30 novembre au 11 décembre aux Philippines. Initialement attribués à Brunei, ils sont réattribués en juillet 2015.

## Participants par pays
- Brunei (257)
- Cambodge (510)
- Indonésie (837)
- Laos (419)
- Malaisie (773)
- Birmanie (952)
- Philippines (1 115)
- Singapour (666)
- Thaïlande (980)
- Timor oriental (48)
- Viêt Nam (856)

## Sports
C'est la première édition des Jeux d'Asie du Sud-Est à inclure les esports comme discipline officielle. D'autres sports ont débuté aux Jeux cette année-là, dont le hockey subaquatique, le kourach, et le pentathlon moderne. Les disciplines ont été réparties en trois catégories : « Sports obligatoires », « Sports olympiques et asiatiques », et « Sports régionaux/nouveaux ».
- Cyclisme

## Tableau des médailles
Légende
 *  Pays organisateur
| Rang                                                     | Nation         | Or  | Argent | Bronze | Total |
| -------------------------------------------------------- | -------------- | --- | ------ | ------ | ----- |
| 1                                                        | Philippines*   | 149 | 117    | 121    | 387   |
| 2                                                        | Viêt Nam       | 98  | 85     | 105    | 288   |
| 3                                                        | Thaïlande      | 92  | 103    | 123    | 318   |
| 4                                                        | Indonésie      | 72  | 84     | 111    | 267   |
| 5                                                        | Malaisie       | 55  | 58     | 71     | 184   |
| 6                                                        | Singapour      | 53  | 46     | 68     | 167   |
| 7                                                        | Birmanie       | 4   | 18     | 51     | 73    |
| 8                                                        | Cambodge       | 4   | 6      | 36     | 46    |
| 9                                                        | Brunei         | 2   | 5      | 6      | 13    |
| 10                                                       | Laos           | 1   | 5      | 28     | 34    |
| 11                                                       | Timor oriental | 0   | 1      | 5      | 6     |
| Total                                                    | Total          | 406 | 402    | 526    | 1 334 |
| Source: (en) Final medal table at SEA Games on Wednesday |                |     |        |        |       |